# 15e bataillon de tirailleurs sénégalais
Pour les articles homonymes, voir 15e bataillon.
Le 15e bataillon de tirailleurs sénégalais (15e BTS) est un bataillon français des troupes coloniales.

## Création et différentes dénominations
- 1914 : Formation du 15e bataillon de tirailleurs sénégalais[1]
- 1er janvier 1924 : devient 2e bataillon du 1er régiment de tirailleurs sénégalais du Maroc[1]
- 1925 : dissous[1]

## Historique des garnisons, combats et batailles du15eBTS
En 1914, le bataillon est à Saint-Louis au Sénégal. Il rejoint en 1915 le protectorat français au Maroc.
- 06/07/1916: Le bataillon reçoit 50 tirailleurs inaptes du 82e BTS